# BD+20°2457 b
BD+20°2457 b és una nana marró situada entre a 320 i 980 anys llum a la constel·lació del Lleó, orbitant l'estrella gegant de tipus K de magnitud aparent 10 BD+20°2457. Té una massa 21,42 cops més massiva que la de Júpiter i triga un 4% més de temps a fer tota l'òrbita.